# Dereza (Pakrác)
Dereza falu Horvátországban Pozsega-Szlavónia megyében. Közigazgatásilag Pakráchoz tartozik.

## Fekvése
Pozsegától légvonalban 40, közúton 48 km-re északnyugatra, községközpontjától légvonalban 6, közúton 7 km-re északra, Nyugat-Szlavóniában a Bijela bal oldali mellékvize, a Kravarina-patak mentén fekszik.

## Története
A település területe már a történelem előtti időben lakott volt. Ennek a bizonyítéka az a rézből készített szekerce, melyet itt találtak és a zágrábi régészeti múzeumban őrzik. A lelet előkerülésének ideje és körülményei ismeretlenek.
A mai település első írásos említése 1698-ban „Dereza” alakban 8 portával a török uralom alól felszabadított települések összeírásában történt. A 17. század végétől a török kiűzése után a területre folyamatosan telepítették be a keresztény lakosságot. Ide Boszniából pravoszláv vlachok érkeztek. Az első katonai felmérés térképén „Dorf Derexa” néven találjuk. Lipszky János 1808-ban Budán kiadott repertóriumában „Dereza” néven szerepel. Nagy Lajos 1829-ben kiadott művében „Dereza” néven összesen 50 házzal, 361 ortodox vallású lakossal találjuk.
A településnek 1857-ben 312, 1910-ben 562 lakosa volt. 1910-ben a népszámlálás adatai szerint lakosságának 99%-a szerb anyanyelvű volt. Pozsega vármegye Pakráci járásának része volt. Az első világháború után 1918-ban az új szerb-horvát-szlovén állam, majd később (1929-ben) Jugoszlávia része lett. 1991-ben lakosságának 94%-a szerb nemzetiségű volt. A délszláv háború idején kezdettől fogva szerb ellenőrzés alatt volt. 1991. december 16-án az Orkan ’91 hadművelet második szakaszában a horvát hadsereg 76. önálló zászlóalja rövid tüzérségi előkészítés után hét órás harcban foglalta el az itteni szerb támaszpontot, 24-én pedig az egész települést visszafoglalta. A szerb lakosság elmenekült. 2011-ben 13 lakosa volt.

## Lakossága
| Lakosság változása | Lakosság változása | Lakosság változása | Lakosság változása | Lakosság változása | Lakosság változása | Lakosság változása | Lakosság változása | Lakosság változása | Lakosság változása | Lakosság változása | Lakosság változása | Lakosság változása | Lakosság változása | Lakosság változása | Lakosság változása |
| ------------------ | ------------------ | ------------------ | ------------------ | ------------------ | ------------------ | ------------------ | ------------------ | ------------------ | ------------------ | ------------------ | ------------------ | ------------------ | ------------------ | ------------------ | ------------------ |
| 1857               | 1869               | 1880               | 1890               | 1900               | 1910               | 1921               | 1931               | 1948               | 1953               | 1961               | 1971               | 1981               | 1991               | 2001               | 2011               |
| 312                | 316                | 342                | 411                | 485                | 562                | 561                | 660                | 428                | 310                | 294                | 237                | 163                | 128                | 15                 | 13                 |